# Лозовский, Леонид Ипполитович
Леонид Ипполитович Лозовский (1875—1919) — революционер, большевик, участник Гражданской войны, политработник РККА.

## Биография
Родился в 1875 году в семье канцелярского служащего Екатерининской больницы и фельдшерицы. Потерял родителей в 11 лет. Воспитывался родственниками и, прирабатывая на жизнь чертёжными работами, в 1901 году окончил Московское училище живописи, ваяния и зодчества в звании архитектора.
Работал по специальности, в 1904 году на Бакунинской улице встроил дом середины 19 века в новый (дом 74-76).
Был призван в армию, и в 1905 году, проходя службу в Гренадерском сапёрном батальоне, сблизился с РСДРП.
После прохождения службы продолжал работать архитектором. В 1913 году построил дом № 19 по улице Гиляровского с псевдоклассическим фасадом, выделенным двумя большими портиками с полуколоннами ионического ордера на три этажа, завершенный плоским фронтоном.
После начала Первой мировой войны вновь оказался в армии. Последние два года провёл в действующих войсках в районе Риги. В армии Лозовский вступил в РСДРП, вначале присоединившись к группе меньшевиков-интернационалистов. Весной 1917 года участвовал в революционных событиях в Риге, солдаты избрали его командиром 15-й отдельной телеграфной роты. Летом в связи с его революционными настроениями был демобилизован в чине подпоручика. В сентябре 1917 года вернулся в Москву. В октябре вместе со своими двумя сыновьями вступил в РСДРП(б) и принял активное участие в Московском вооружённом восстании.
С весны 1918 года — военный комиссар Сокольнического района Москвы. Организовал районную партийную школу, выступал с лекциями перед рабочими. Принял участие в организации «отряда юных коммунистов Сокольнического района» — интерната для детей фронтовиков и рабочих, прототипа пионерской организации. С августа 1918 г. — начальник связи 6-й армии Северо-Восточного фронта. 12 декабря 1918 года откомандирован на Южный фронт в качестве военкома 16-й стрелковой дивизии 9-й армии под командованием Киквидзе.
В феврале 1919 года назначен командиром экспедиционной бригады в районе Донской области, направленной для подавления антибольшевистского восстания в станицах Вёшинской и Усть-Хоперской. В результате измены командира 204-го Сердобского полка штабс-капитана В. И. Врановского попал в руки мятежников и был расстрелян 13 апреля 1919 года.

## Память
Улица Лозовского в районном центре городе Серафимович Волгоградской области.